# Short Scion
Los Short S.16 Scion y Scion II fueron monoplanos en voladizo bimotores británicos de la década de 1930, construidos por Short Brothers y (bajo licencia) por Pobjoy Airmotors and Aircraft Ltd. en Rochester, Kent, entre 1933 y 1937. En total, se construyeron 22 aviones Scion/Scion II, que brindaron útiles servicios a los operadores que trabajaban desde pequeñas pistas de aterrizaje/cursos de agua en muchas partes del mundo, incluidas Europa, el Cercano y Medio Oriente, Sierra Leona, Papúa-Nueva Guinea y Australia. Muchos ejemplares fueron incorporados a la Real Fuerza Aérea durante la Segunda Guerra Mundial, brindando servicios de transporte de pilotos, cooperación antiaérea y tareas de calibración de radar. De los Scion civiles, al menos dos todavía estaban operando en Australia en 1966, uno de los cuales había sido remotorizado con motores De Havilland Gipsy Minor.

## Diseño
El Scion y la versión posterior del Scion II eran monoplanos de ala alta en voladizo, con alas y fuselaje metálicos recubiertos de tela; este último proporcionaba una cabina cerrada para el piloto y de 5 a 6 pasajeros. La unidad de cola constaba de un plano de cola en voladizo con un solo empenaje y timón. El avión prototipo estaba propulsado por dos motores radiales Pobjoy R de 60 kW (80 hp); sin embargo, los aviones de producción fueron equipados con motores radiales Pobjoy Niagara III de 67 kW (90 hp). Los motores del Scion estaban montados con las líneas de empuje por debajo de la línea de la cuerda de las alas; en el Scion II se elevaron, para que las líneas de empuje estuvieran alineadas con la línea de la cuerda, para evitar cambios de compensación con los cambios de potencia. Tanto el Scion como el Scion II se produjeron como aviones terrestres o hidroaviones, siendo la mayoría aviones terrestres (consulte la tabla a continuación). En los aviones terrestres, el tren de aterrizaje constaba de una sola rueda a cada lado del fuselaje, montada sobre un resorte helicoidal vertical y una pata óleo neumática por la parte del interior del motor; había una pequeña rueda de cola de giro libre montada debajo del extremo trasero del fuselaje.

## Historia operacional

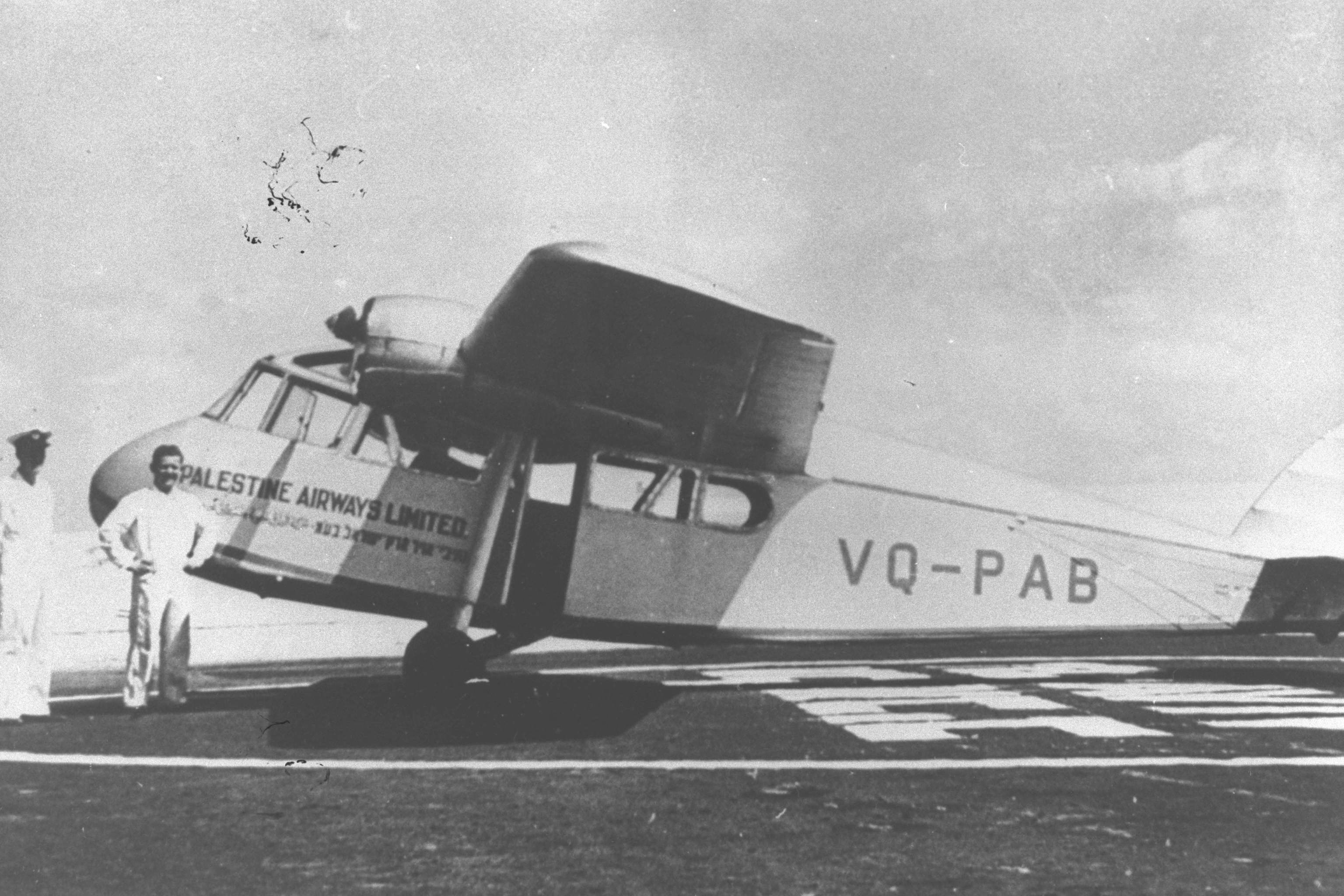
Scion II, VQ-PAB, de servicio con Palestina Airways Ltd en 1938.

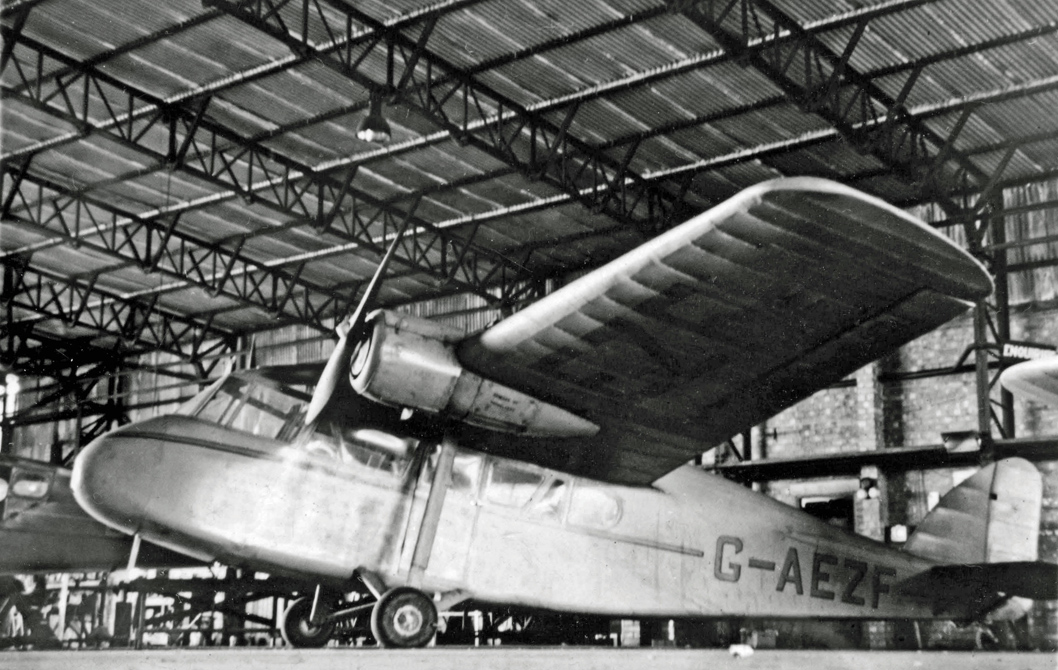
S.16/1 Scion II G-AEZF construido por Pobjoy, estacionado en el aeropuerto de Blackpool en 1948.

El Scion fue desarrollado como un transporte ligero para 5 a 6 pasajeros. El primer vuelo del prototipo (G-ACJI) tuvo lugar el 18 de agosto de 1933, pilotado por el piloto de pruebas jefe de Shorts, John Lankester Parker. El primer avión de producción (G-ACUV) voló en la exhibición aérea de la SBAC en Hendon en 1934. En 1935 se construyó el quinto modelo de producción como el modelo revisado Scion II; la mejora más importante fue el reposicionamiento de los dos motores como se señaló anteriormente; otros cambios incluyeron la provisión de 6 asientos para pasajeros como estándar (en el Scion original había un asiento plegable para un sexto pasajero si era necesario), un parabrisas mejorado y mejores ventanas de cabina. Durante la producción de los Scion, la empresa abrió una nueva fábrica en el aeropuerto de Rochester, y todos los Scion II se fabricaron allí, inicialmente por Shorts, y luego por Pobjoy (primero bajo licencia y luego bajo propiedad de Shorts).
Shorts retuvo el G-ADDR, el quinto Scion II, como avión de pruebas experimental, y fue en este avión (designado temporalmente M.3) donde se probó un modelo de madera a escala de las delgadas alas (con flaps Gouge) para el posterior Short Empire, siendo realizado el primer vuelo en esta configuración por Lankester Parker el 6 de agosto de 1935. Con estos flaps instalados, se probó en el Royal Aircraft Establishment, que descubrió que el flap Gouge reducía la distancia de despegue y la velocidad de pérdida, entre otras mejoras. Se llevaron a cabo más trabajos con alas estándar; el 22 de julio de 1936 se realizó un vuelo desde el aeropuerto de Rochester, con flaps experimentales de envergadura completa que incorporaban spoilers retráctiles en lugar de alerones; esta idea resultó inviable, ya que Lankester Parker tuvo que aprovechar su considerable experiencia para obligar al avión a realizar un único circuito antes de aterrizar de forma segura. El ala estándar fue reacondicionada y el avión continuó con Shorts en esta configuración hasta que fue incorporado al servicio militar en 1940, un uso operativo experimentado por 14 de los 22 aviones Scion/Scion II.
El G-AEZF, construido por Pobjoy y volado por primera vez en diciembre de 1937, fue operado originalmente como hidroavión por Elders Colonial Airways en Sierra Leona, entre Banjul (Gambia) y Freetown, y fue devuelto a Shorts en 1939 y convertido en avión terrestre en 1941. Después de operar para la empresa durante otros seis años, finalmente se vendió a Air Couriers Ltd. en 1947, después de lo cual cambió de manos entre propietarios privados varias veces antes de terminar finalmente en el aeropuerto de Southend.
Se produjo una versión ampliada del Scion de 9 pasajeros como Short S.22 Scion Senior.

### Producción de Scion y Scion II
|    | Avión  | Tipo       | Primer vuelo            | Modelo            | Fabricante | Factoría          | Notas            |
| -- | ------ | ---------- | ----------------------- | ----------------- | ---------- | ----------------- | ---------------- |
| 1  | G-ACJI | Terrestre  | 18 de agosto de 1933    | Scion (prototipo) | Shorts     | Seaplane Works    | A la RAF en 1940 |
| 2  | G-ACUV | Terrestre  | 18 de agosto de1933     | Scion             | Shorts     | Seaplane Works    |                  |
| 3  | G-ACUW | Terrestre  | 18 de agosto de1933     | Scion             | Shorts     | Seaplane Works    | A la RAF en 1940 |
| 4  | G-ACUX | Hidroavión | 18 de agosto de1933     | Scion             | Shorts     | Seaplane Works    |                  |
| 5  | G-ACUY | Terrestre  | 10 de diciembre de 1934 | Scion             | Shorts     | Seaplane Works    | A la RAF en 1940 |
| 6  | G-ACUZ | Terrestre  | 13 de febrero de 1935   | Scion II          | Shorts     | Rochester Airport |                  |
| 7  | G-ADDN | Terrestre  | 9 de junio de 1935      | Scion II          | Shorts     | Rochester Airport | A la RAF en 1940 |
| 8  | G-ADDO | Terrestre  | 10 de julio de 1935     | Scion II          | Shorts     | Rochester Airport | A la RAF en 1940 |
| 9  | G-ADDP | Terrestre  | 10 de julio de1935      | Scion II          | Shorts     | Rochester Airport | A la RAF en 1940 |
| 10 | G-ADDR | Terrestre  | 6 de agosto de1935      | Scion II          | Shorts     | Rochester Airport | A la RAF en 1940 |
| 11 | VH-UUT | Terrestre  | 23 de agosto de1935     | Scion II          | Shorts     | Rochester Airport |                  |
| 12 | G-ADDT | Terrestre  | –                       | Scion II          | Shorts     | Rochester Airport |                  |
| 13 | VH-UVQ | Terrestre  | -                       | Scion II          | Shorts     | Rochester Airport |                  |
| 14 | G-ADDV | Terrestre  | –                       | Scion II          | Shorts     | Rochester Airport | A la RAF en 1940 |
| 15 | VH-UTV | Terrestre  | –                       | Scion II          | Shorts     | Rochester Airport |                  |
| 16 | G-ADDX | Terrestre  | –                       | Scion II          | Shorts     | Rochester Airport | A la RAF en 1940 |
| 17 | VQ-PAA | Terrestre  | –                       | Scion II          | Pobjoy     | Rochester Airport | A la RAF en 1941 |
| 18 | VQ-PAB | Terrestre  | –                       | Scion II          | Pobjoy     | Rochester Airport | A la RAF en 1941 |
| 19 | G-AEIL | Terrestre  | 1936                    | Scion II          | Pobjoy     | Rochester Airport | A la RAF en 1940 |
| 20 | G-AEJN | Terrestre  | Septiembre de 1936      | Scion II          | Pobjoy     | Rochester Airport | A la RAF en 1940 |
| 21 | G-AETT | Terrestre  | Abril de 1937           | Scion II          | Pobjoy     | Rochester Airport | A la RAF en 1940 |
| 22 | G-AEZF | Hidroavión | 9 de diciembre de 1937  | Scion II          | Pobjoy     | Rochester Airport | Preservado       |

## Variantes
Scion S.16
Designación de la empresa.
Scion
Avión de transporte ligero, propulsado por dos motores de pistón Pobjoy Niagara I o II de 63 kW (85 hp). Cinco máquinas construidas, un prototipo y cuatro de producción.
Scion II
Avión de transporte ligero, propulsado por dos motores de pistón Pobjoy Niagara III de 67 kW (90 hp).
M.3
Scion II equipado con alas subescaladas del hidroavión Empire con flaps Gouge.

## Operadores
Hidroaviones
 Australia
- Papuan Concessions Ltd (VH-UUP, antiguo G-ACUX)

 Sierra Leona
- Elders Colonial Airways Ltd (Bathurst-Freetown) (G-AEZF)

Aviones terrestres
 Adén
- Arabia Airlines Ltd.

 Australia
- Adelaide Airways Ltd (VH-UTV y VH-UUT)
- Marshall Airways Ltd (VH-UUP)

 Mandato británico de Palestina
- Palestine Airways Ltd (Haifa-Lydda)

 Reino Unido
- Aberdeen Airways
- Air Couriers Ltd
- Airwork Ltd
- Atlantic Coast Air Services Ltd
- Golden Eagle Marine & Air
- Great Western & Southern Air Lines Ltd.
- Lundy y Atlantic Coast Air Lines Ltd
- Nottingham Airport Ltd
- Olley Air Services Ltd.
- Palestine Airways Ltd
- Pobjoy Airmotors and Aircraft Ltd
- Ramsgate Airport Ltd
- Real Fuerza Aérea
- Short Brothers
- Southend-on-Sea Flying Services Ltd
- Southern Airways Ltd
- West of Scotland Air Services Ltd (Renfrew-Mull)
- Williams & Co., Squires Gate, Blackpool
- Yorkshire Airways Ltd.

 Sierra Leona
- Elders Colonial Airways Ltd

## Supervivientes
G-AEZF
Después de una larga carrera, este avión quedó abandonado en el aeropuerto de Southend. Su estructura fue rescatada y actualmente la Sociedad de Preservación de Aeronaves de Medway, en el aeropuerto de Rochester, la conserva para su restauración a largo plazo.
G-ACUX
Uno de los Scion "australianos" que todavía volaba en la década de 1960, fue posteriormente devuelto al Reino Unido y se encuentra almacenado en el Museo del Transporte y Folklore del Ulster, Cultra, Holywood, Irlanda del Norte. Se afirma que se ha dejado que su estado se deteriore. No estaba en exhibición pública en abril de 2012.
VH-UTV
Otro Scion "australiano". En restauración en Luskintyre en Nueva Gales del Sur para volver a estar en condiciones operativas. De propiedad privada.

## Especificaciones (Scion II terrestre)
Referencia datos: British Civil Aircraft 1919–1972: Volume III 

### Características generales
- Tripulación: Uno (piloto)
- Capacidad: 6 pasajeros
- Longitud: 9,6 m (31,5 ft)
- Envergadura: 12,8 m (42 ft)
- Altura: 3,2 m (10,4 ft)
- Superficie alar: 23,7 m² (255,3 ft²)
- Peso vacío: 803 kg (1769,8 lb)
- Peso cargado: 1451 kg (3198 lb)
- Planta motriz: 2× motor radial de 7 cilindros con caja reductora refrigerado por aire Pobjoy Niagara III.
  - Potencia: 67 kW (92 HP; 91 CV) cada uno.
- Hélices: Bipala de madera
- Capacidad de combustible: 141 L[8]

### Rendimiento
- Velocidad máxima operativa (Vno): 206 km/h (128 MPH; 111 kt)
- Velocidad crucero (Vc): 187 km/h (116 MPH; 101 kt)
- Alcance: 630 km (340 nmi; 391 mi)
- Techo de vuelo: 4000 m (13 123 ft)
- Régimen de ascenso: 3,2 m/s (626 ft/min)
- Carrera de despegue: 130 m[8]
- Distancia de aterrizaje: 130 m[8]

## Aeronaves relacionadas

### Desarrollos relacionados
- Short Scion Senior

### Secuencias de designación
- Secuencia S._ (interna de Short, posterior a 1921): ← S.12 - S.14 - S.15 - S.16 - S.17 - L.17 - S.18 →